# Kai (miasto)
Kai (jap. 甲斐市 Kai-shi) – miasto w Japonii na głównej wyspie Honsiu w prefekturze Yamanashi.

## Położenie
Miasto leży we wschodniej części prefektury nad rzeką Fuji, graniczy z:
- Kōfu
- Hokuto
- Nirasaki
- Minami-Arupusu

oraz kilkoma miasteczkami i wsiami.

## Historia
Miasto powstało 1 września 2004 roku.

## Transport

### Kolejowy
Przez miasto przebiega Główna magistrala JR Chūō.

### Drogowy
- Autostrada Chūō
- Drogi krajowe nr 20, 52.